# Here Comes Elmer
Here Comes Elmer é um filme de comédia estadunidense de 1943 dirigido por Joseph Santley e escrito por Stanley Davis e Jack Townley. O filme é estrelado por  Al Pearce, Dale Evans, Frank Albertson, Gloria Stuart, Wally Vernon e Nick Cockrane. Foi lançado em 15 de novembro de 1943, pela Republic Pictures.

## Elenco
- Al Pearce como Elmer Blurt / Al Pearce
- Dale Evans como Jean Foster
- Frank Albertson como Joe Maxwell
- Gloria Stuart como Glenda Forbes
- Wally Vernon como Wally
- Nick Cockrane como Nick Cochrane
- Will Wright como Horace Parrot
- Thurston Hall como P. J. Ellis
- Ben Welden como Louis Burch
- Chester Clute como Postelwaite
- Luis Alberni como Dr. Zichy
- Artie Auerbach como Kitzel